# Nachal Chever
Nachal Chever (hebrejsky: נחל חבר, arabsky: Vádí al-Chajat nebo Vádí Chabra) je vádí o délce cca 17 kilometrů a ploše povodí cca 180 km2 na Západním břehu Jordánu a v Izraeli.
Začíná na hřbetu Judských hor severovýchodně od města Džata a jižně od vesnice Pnej Chever. Směřuje pak k východu neosídlenou a suchou krajinou Judské pouště pozvolna klesající směrem k příkopové propadlině Mrtvého moře. Na okraji horského hřebenu nad Mrtvým mořem se směr toku stáčí k jihovýchodu a zároveň se prudce zařezává do okolního terénu. V úzkém kaňonu, v němž se nalézá několik soutěsek a vodopádů (jeden o výšce 100 metrů), pak míří k západnímu břehu Mrtvého moře, do kterého ústí cca 5 kilometrů jižně od obce Ejn Gedi. V tomto strmém údolí do něj ještě zprava ústí vádí Nachal Choled.
Na útesech ve svazích nad vádím Nachal Chever odkryli archeologové ve dvou jeskyních pozůstatky z doby povstání Bar Kochby. Lidské ostatky zde nalezené byly nedaleko odtud roku 1982 pietně uloženy. Tyto nálezy jsou začleňovány do skupiny svitků od Mrtvého moře.